# Kostoboci
Kostoboci (latinske varijante: Costobocae, Coisstoboci ili Castabocae;  starogrčki: Κοστοβῶκοι ili Kostobokai ili Kostobokai) je naziv za grupu drevnih plemena koja je početkom 1. tisućljeća nastanjivala područje sjeverno od Crnog mora – od Karpata na zapadu do rijeke Dona istoku. Među Kostobocima je najpoznatiji njihov karpatski ogranak, koji suvremeni historičari nazivaju Karpatski Kostoboci, a koji je od oko 130. do 170. živio na području današnje sjeverne Moldavije i jugozapadna Ukrajine.
Povjesničari danas istočnije Kostoboce danas smatraju dijelom šire sarmatske grupe, a Rimljani su Karpatske Kostoboce smatrali Dačanima, što neki tumače njihovom asimilacijom preko kontakata s tzv. Slobodnim Dačanima (dačka plemena pod Rimom.
Karpatski Kostoboci su godine 170. koristeći zauzetost rimske vojske Markomanskim ratovima, odnosno kaos izazvan Antoninskom kugom prešli Dunav i nesmetano pustošili Balkan, prodrijevši duboko na jug u Grčku, sve do Eleuzine kraj Atene gdje su uništili hram posvećen Eleuzinskim misterijama. Nakon što se pregrupirala, rimska ih je vojska uspjela otjerati. Sljedeće godine su Rimljani pozvali vandalska plemena da unište Karpatske Kostoboce, što su oni i učinili. Ostali Kostoboci su ostali živjeti na području između Dnjestra i Dona do oko 400.